# 陽城県
陽城県（ようじょう-けん）は中華人民共和国山西省晋城市に位置する県。

## 歴史
前漢により設置された濩沢県を前身とする。742年（天宝元年）、唐代により陽城県と改称されたが、905年（天祐2年）に濩沢県にもどされた。五代十国時代になると後唐により陽城県と改称、金代になると勣州に昇格したが、元代に再び陽城県に降格し現在に至る。

## 行政区画
- 街道:東城街道
- 鎮:鳳城鎮、北留鎮、潤城鎮、町店鎮、芹池鎮、次営鎮、横河鎮、河北鎮、蟒河鎮、東冶鎮、白桑鎮、演礼鎮
- 郷:寺頭郷、西河郷、董封郷

## 過去の地名
- 陽阿県
- 西濩沢県